# Wierki
Wierki (biał. Веркі; ros. Верки) – wieś na Białorusi, w obwodzie witebskim, w rejonie brasławskim, w sielsowiecie Dalekie.

## Historia
W czasach zaborów w granicach Imperium Rosyjskiego.
W dwudziestoleciu międzywojennym wieś leżała w Polsce, w województwie nowogródzkim (od 1926 w województwie wileńskim), w powiecie dziśnieńskim (od 1926 w powiecie brasławskim), w gminie Bohiń.
Według Powszechnego Spisu Ludności z 1921 roku wieś zamieszkiwały 84 osoby, wszystkie były wyznania rzymskokatolickiego. Jednocześnie 29 mieszkańców zadeklarowało polską przynależność narodową, a 55 białoruską. Było tu 14 budynków mieszkalnych. W 1931 w 17 domach zamieszkiwało 96 osób.
Wierni należeli do parafii rzymskokatolickiej w Dalekiem. Miejscowość podlegała pod Sąd Grodzki w Opsie i Okręgowy w Wilnie; właściwy urząd pocztowy mieścił się w Bohiniu.